# Kambja
Kambja est un bourg de la commune de Kambja du comté de Tartu en Estonie .
Au 31 décembre 2011, il compte 689 habitants.